# Základní škola Letců RAF Nymburk
Základní škola a Mateřská škola Nymburk, Letců RAF 1989 - příspěvková organizace je veřejná základní a mateřská škola v Nymburce. Zřizovatelem je Město Nymburk.
V současné době je základní škola součástí výchovně vzdělávací soustavy a je zařazena do sítě škol.
Součástí školy je také školní družina, školní jídelna, MŠ Pejsek a kočička včetně školní jídelny, MŠ Větrník včetně jídelny a MŠ Adélka.
Základní škola má devět ročníků rozdělených na první a druhý stupeň. První stupeň je tvořen 1. – 5. a druhý stupeň 6. – 9. ročníkem.
Vyučování ve škole probíhá podle školního vzdělávacího programu "Škola vzájemné úcty a veselých barev."
Od 1. 12. 2002 se staly součástí příspěvkové organizace MŠ Adélka, MŠ Větrník a MŠ Pejsek a kočička, vznikla příspěvková organizace ZŠ a MŠ Nymburk, Letců R.A.F. 1989
K roku 2024 je kapacita školy 650 žáků, školní družina má kapacitu 180 dětí a MŠ 363 dětí.

## Mateřské školy
- Mateřská škola Adélka
- Mateřská škola Větrník
- Mateřská škola Pejsek a kočička

## Historie školy
Základní kámen školy byl položen 6. října 1972 a 27. srpna 1976 byla slavnostně otevřena. Na včasném otevření školy se podíleli budoucí učitelé i rodiče příštích žáků, kteří společně odpracovali 6547 hodin. Prvním ředitelem byl jmenován Jan Jakl.
Od dubna 1990 řídila školu Mgr. Hana Vítová.
Po náhlém úmrtí Mgr. Jaroslava Cidliny převzala do jmenování Mgr. Jiřího Cabrnocha novým ředitelem řízení školy v zastoupení Mgr. Jana Knížková.

### Ředitelé školy
- Jan Jakl (1976-1990)
- Mgr. Hana Vítová
- Mgr. Jaroslav Cidlina
- Mgr. Jana Knížková
- Mgr. Jiří Cabrnoch (od r. 2001)

## Školní časopis
V současnosti ve škole působí školní časopis Raflet.